# Jubeljaar

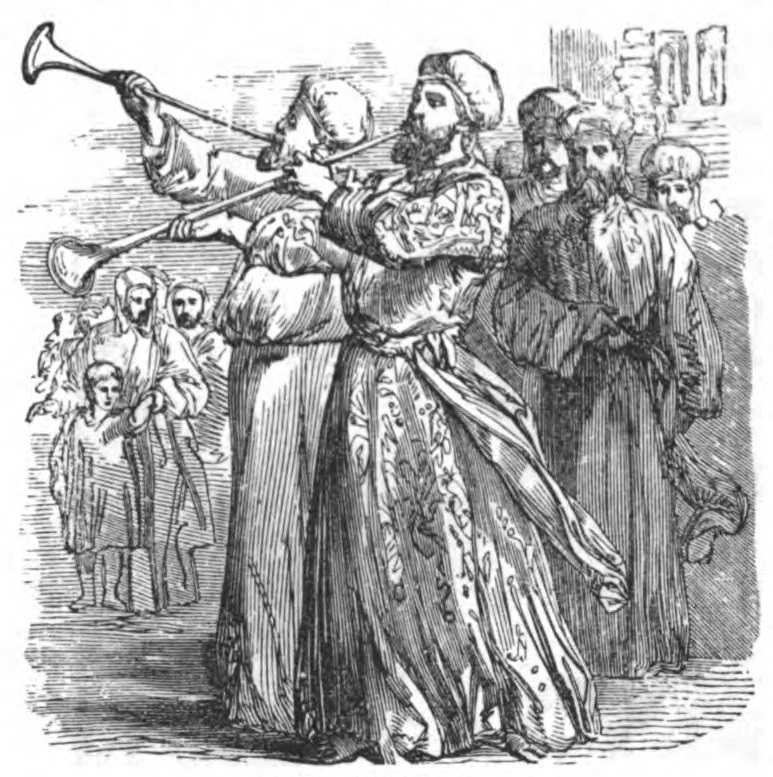
De Levieten schallen de lamshoorn om het jubeljaar aan te kondigen (illustratie uit 1873)

Het jubeljaar (Hebreeuws: יובל , jōvel) is een gebod in de wet van Mozes betreffende beheer en eigendom van land in het Land van Israël (Leviticus 25:8-55). Het jubeljaar werd eens in de vijftig jaar gevierd. In het jubeljaar werden slaven en gevangenen vrijgelaten, schulden kwijtgescholden en land aan de rechtmatige eigenaar teruggegeven.

## Jodendom

### Wet van Mozes
Het jubeljaar wordt in samenhang met het sabbatsjaar beschreven. Het sabbatsjaar werd elk zevende jaar gevierd. Elk zevende jaar mochten akkers niet ingezaaid worden en wijngaarden niet bijgehouden worden. Men moest leven van wat het land spontaan opbracht. Als er zeven sabbatsjaren gevierd waren, dan was het jaar daarna een jubeljaar. In de zevende maand op de tiende dag werd door geschal van de sjofar (lamshoorn) aangekondigd dat het jubeljaar was begonnen. Evenals in een sabbatsjaar mocht het land niet worden bewerkt. Toch zou men geen armoede kennen, omdat het land in het zesde jaar genoeg op zou brengen voor drie jaren.
Alle bezittingen keerden terug naar de oorspronkelijke eigenaars. Land mocht namelijk niet voor altijd verkocht worden. Op deze manier herdacht men dat al het land uiteindelijk aan God toebehoorde (Leviticus 25:23).

### Praktijk
De Hebreeuwse Bijbel geeft geen informatie over viering van het jubeljaar in de praktijk en noemt ook geen concrete viering ervan. Het is daarom onzeker of het ooit gevierd is. Landtoe-eigening door het koninklijk hof, zoals bijvoorbeeld beschreven in het verhaal over de wijngaard van Naboth (1 Koningen 21), de scherpe sociale kritiek op grote landgoederen en schuldslavernij in Amos (zie bijvoorbeeld 5:11) en Hosea (8e eeuw v.Chr.) en beloften van redding na de Babylonische ballingschap, zoals Jesaja 61:1, die de verwachting uitspreekt dat de toekomstige Messias het gebod uit Leviticus 25 zal vervullen, maken het onwaarschijnlijk dat het jubeljaar werd gevierd. Jeremia 34:8-16 beschrijft het als een gebruik in een ver verleden.
Het staat vast dat het jubeljaar na de Bijbelse periode niet meer gevierd is.

## Christendom

### Nieuwe Testament
Volgens het Nieuwe Testament begon Jezus zijn bediening met het een citaat uit Jesaja 61:1 die de belofte van een jubeljaar in de eindtijd deed:
De Geest van de Heer rust op Mij, want Hij heeft Mij gezalfd. Om aan armen het goede nieuws te brengen heeft Hij Mij gezonden, om aan gevangenen hun vrijlating bekend te maken en aan blinden het herstel van hun zicht, om onderdrukten hun vrijheid te geven, om een genadejaar van de Heer uit te roepen.— Lucas 4:18-19
Hij becommentarieerde het citaat met de zin: "Vandaag is de schrifttekst die jullie gehoord hebben in vervulling gegaan." Hiermee drukte hij uit dat zijn werk eindelijk het bevolen jubeljaar zal brengen, wat betekent dat dit vergeten gebod geldig bleef. In recentere exegese van het Nieuwe Testament wordt de tekst beschouwd als een programmatische samenvatting van Jezus' verkondiging en zijn voornemen om de geboden in de Thora voor de armen en kansarmen na te komen.

### Heilig jaar
Het christelijk heilig jaar of 'jubilé' vindt zijn oorsprong in het jubeljaar. Het christelijk heilig jaar wordt eens in de 25 jaar gevierd.